# Battlegroup 107
Battlegroup 107 is een EU-battlegroup. Zij bestond oorspronkelijk uit Nederlandse, Duitse en Finse legereenheden. Vanaf 1 januari tot en met 30 juni 2007 stond zij paraat onder Duitse leiding. Tijdens de voorbereiding voor haar tweede standbyperiode in de eerste helft van 2011, toen ze ook wel EUBG 2011/1 werd genoemd, veranderde haar samenstelling; Oostenrijkse en Litouwse troepen werden toegevoegd, Nederland nam de leiding over.

## Geschiedenis
Nederlands minister van Defensie Henk Kamp en zijn EU-collega's kwamen op 22 november 2004 te Brussel overeen dat er Nederlands–Duits–Finse battlegroup zou worden gevormd. Omdat de Finnen het inlichtingenwerk kregen toegewezen, werden zij informeel bekend als de "Nokia-brigade".

## Samenstelling en uitrusting
Battlegroup 107 bestond oorspronkelijk uit 720 Nederlandse, 800 Duitse en 200 Finse militairen. Nederland levert een infanteriecompagnie, een medische taakgroep, een logistiek bataljon, personeel voor het hoofdkwartier en een inlichtingeneenheid. De Duitsers leveren veel infanteriesoldaten, terwijl de 200 Finnen met pantserwagens voor bewaking van het kamp zorgen. Behalve pantserwagens, anti-tankwapens en lichte mitrailleurs beschikt de battlegroup over een Duits fregat en Duitse torpedobootjagers. Nederland levert een fregat en gevechtsvliegtuigen en -helikopters als dat nodig is.

## Oefeningen
De laatste oefening voor de eerste standbyperiode vond eind 2006 plaats bij de Duitse vliegbasis te Leipheim. Na de oefening zei luitenant-generaal Hans Sonneveld, de op een na hoogste Nederlandse militair, dat de EU-battlegroups een nieuwe stap zijn naar de "zelfbewustwording van Europa".
Vanaf 30 september tot 8 oktober 2010 trainde de Battlegroup in de Nederlands–Belgische driehoek Oirschot, Brasschaat en Maasmechelen. De operatie met codenaam "European Rhino 1" draaide om het ondersteunen van de regering van het fictieve land ‘Blueland’ met het herstellen en handhaven van de orde nadat etnische spanningen tussen een machthebbende minderheid en andere bevolkingsgroepen tot een uitbarsting waren gekomen. Van 30 november tot 12 december 2010 werd tijdens operatie "European Rhino 2" de 300-koppige militaire staf getraind in Budel.
Balkan Battlegroup · Battlegroup I-2010 · Battlegroup 107 · Britse Battlegroup · Brits-Nederlandse Battlegroup · EUBG 2014 II · Eurofor · Italiaans-Roemeens-Turkse Battlegroup · Multinational Land Force · Noordse Battlegroup · Spaans-Italiaanse Amfibische Battlegroup · Tsjechisch-Slowaakse Battlegroup · Visegrád Battlegroup · Weimar Battlegroup